# Auchenionchus microcirrhis
Auchenionchus microcirrhis är en fiskart som först beskrevs av Valenciennes, 1836.  Auchenionchus microcirrhis ingår i släktet Auchenionchus och familjen Labrisomidae. Inga underarter finns listade.

## Bildgalleri

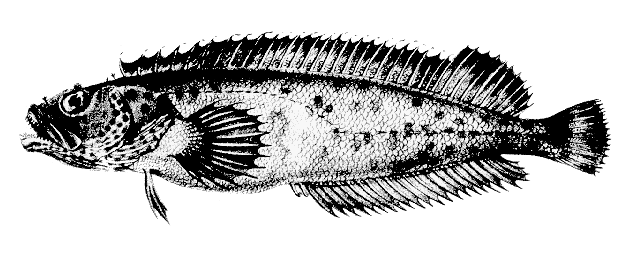